# يورغن هولت
يورغن هولت هو سياسي نرويجي، ولد في 16 مايو 1944. نشط حزبياً في حزب الوسط.

## مناصب
- انتخب عضو برلمان النرويج  [لغات أخرى]‏ عن دائرة Møre og Romsdal (Storting constituency) [الإنجليزية]‏ وقد انضم خلال فترته النيابية ‏ (17 أكتوبر 1997 – 17 مارس 2000) للكتلة البرلمانية حزب الوسط.
- انتخب نائب عضو برلمان النرويج  [لغات أخرى]‏ عن دائرة Møre og Romsdal (Storting constituency) [الإنجليزية]‏ وقد انضم خلال فترته النيابية ‏ (1997 – 2001) للكتلة البرلمانية حزب الوسط.
- انتخب نائب عن الجمعية البرلمانية لمجلس أوروبا  [لغات أخرى]‏ لترشحه ضمن قائمة النرويج، (24 يناير 1994 – 7 نوفمبر 1997).
- انتخب عضو برلمان النرويج  [لغات أخرى]‏ عن دائرة Møre og Romsdal (Storting constituency) [الإنجليزية]‏ وقد انضم خلال فترته النيابية ‏ (1 أكتوبر 1993 – 30 سبتمبر 1997) للكتلة البرلمانية حزب الوسط.